# 里兹万·阿扎姆
里兹万·阿扎姆（Rizwan Azam，1985年2月2日—），巴基斯坦男子羽毛球運動員。

## 簡歷
2016年2月，里兹万·阿扎姆代表巴基斯坦參加在印度古瓦哈提舉行的南亞運動會羽毛球比賽，與苏莱里·卡西夫·阿里合作赢得男子雙打銅牌。同年10月，他出戰巴基斯坦國際系列賽，除了赢得男子單打冠軍外，又與苏莱里·卡西夫·阿里贏得男子雙打冠軍。

## 主要比賽成績
只列出曾進入準決賽的國際賽事成績：
| 年份   | 賽事                     | 公開賽級別 | 項目     | 拍檔               | 成績   |
| ------ | ------------------------ | ---------- | -------- | ------------------ | ------ |
| 2015年 | 懷卡托羽毛球國際賽       | 國際挑戰賽 | 男子雙打 | Michael Fariman    | 亞軍   |
| 2015年 | 雪梨羽毛球國際賽         | 未來系列賽 | 男子雙打 | Michael Fariman    | 準決賽 |
| 2016年 | 南亞運動會羽毛球比賽     | 其他       | 男子團體 | －                 | 銅牌   |
| 2016年 | 南亞運動會羽毛球比賽     | 其他       | 男子雙打 | 苏莱里·卡西夫·阿里 | 銅牌   |
| 2016年 | 巴基斯坦羽毛球國際系列賽 | 國際系列賽 | 男子單打 | －                 | 冠軍   |
| 2016年 | 巴基斯坦羽毛球國際系列賽 | 國際系列賽 | 男子雙打 | 苏莱里·卡西夫·阿里 | 冠軍   |
| 2016年 | 尼泊爾羽毛球國際系列賽   | 國際系列賽 | 男子雙打 | 苏莱里·卡西夫·阿里 | 亞軍   |
| 2017年 | 巴基斯坦羽毛球國際系列賽 | 國際系列賽 | 男子單打 | －                 | 準決賽 |
| 2017年 | 巴基斯坦羽毛球國際系列賽 | 國際系列賽 | 男子雙打 | 苏莱里·卡西夫·阿里 | 冠軍   |

| 2007-2017年 | 首要超級賽 | 超級賽 | 黃金大獎賽 | 大獎賽 | 國際挑戰賽 | 國際系列賽 | 未來系列賽 | 其他 |

| 2018-2026年 | 總決賽 | 超級1000賽 | 超級750賽 | 超級500賽 | 超級300賽 | 超級100賽 | 國際挑戰賽 | 國際系列賽 | 未來系列賽 | 其他 |